# Бренскомб, Льюис
Льюис Бренскомб (англ. Lewis M. Branscomb, 17 августа 1926, Ашвилл, Северная Каролина — 31 мая 2023, Редвуд-Сити, Калифорния) — американский физик. Эмерит-профессор Гарвардского университета, член Национальных Академии наук (1970), Инженерной (1974) и Медицинской академий США, а также National Academy of Public Administration (United States) и Американского философского общества (1970), иностранный член РАН (2003) и почётный член Инженерной академии Японии. В 1969—1972 гг. директор Национального бюро стандартов США (ныне Национальный институт стандартов и технологий), затем шеф-учёный корпорации IBM. Автор по вопросам научной политики.

## Биография
Сын Харви Бренскомба.
В годы войны служил офицером на Филиппинах.
Окончил summa cum laude Университет Дьюка (бакалавр физики, 1945). Степени магистра (1947) и доктора философии (1949) по физике получил в Гарвардском университете, затем был зачислен младшим фелло Harvard Society of Fellows. С 1951 г. сотрудник физик-исследователь, в 1969—1972 гг. директор Национального бюро стандартов США.
Являлся первым председателем JILA.
C 1972 года — вице-президент и шеф-учёный корпорации IBM, член её управляющего совета. В 1986 году ушёл в отставку.
В 1979 году также был назначен в Национальный научный совет и возглавлял его в 1980—1984 годах.
В 2012 году помог основать Центр науки и демократии Union of Concerned Scientists, в частности пожертвовав для этого миллион долларов, входит в его руководящий комитет.
Являлся директором корпораций «Мобил», General Foods, MITRE, входил в совет Lord Corporation.
Являлся директором AAAS (дважды), членом Совета НАН США, президентом Сигма Хи, входил в Harvard Board of Overseers (1984—1986), являлся попечителем Океанографического института в Вудс-Хоуле, Национального географического общества, фонда Гуггенхейма (1976—1978).
В 1979 г. — президент Американского физического общества.
В 1963—1969 гг. — редактор Reviews of Modern Physics.
До 1996 года руководил школой Belfer Center for Science and International Affairs. Затем — эмерит-профессор Школы управления им. Джона Ф. Кеннеди Гарвардского университета (Aetna Professor of Public Policy and Corporate Management), а также в Калифорнийском университете в Сан-Диего: адъюнкт-профессор UC San Diego School of Global Policy and Strategy, ассоциированный исследователь Scripps Institution of Oceanography, заслуженный (выдающийся) старший фелло U.C. Institute for Global Conflct and Cooperation.
Эмерит-попечитель Университета Вандербильта.
Фелло AAAS.
Автор более 500 работ и 10 книг.
Супруга — Anne Wells Branscomb, дочь и сын, внучка.
Умер 31 мая 2023 года в возрасте 96 лет в доме престарелых в Редвуд-Сити, штат Калифорния, США

## Награды и отличия
- Rockefeller Public Service Award (1957-58)
- Gold Medal for Exceptional Service, министерство торговли США (1961)
- Премия Уильяма Проктера за научные достижения Sigma Xi (1972)[6]
- Arthur Bueche Prize, Национальная инженерная академия (1987)
- Okawa Prize (1998)
- Vannevar Bush Award Национального научного совета (2001)[7]
- Harvard Centennial Medal[англ.] (2002)
- AAAS Philip Hauge Abelson Prize[англ.] (2013)[8]

Почётный доктор 16 университетов.